# Cmentarz wojenny w Elizówce
Cmentarz wojenny w Elizówce – cmentarz z I wojny światowej znajdujący się we wsi Elizówka w województwie lubelskim, w powiecie lubelskim, w gminie Niemce.
Cmentarz założono na planie prostokąta o wymiarach około 21 na 11 m, na dobrach Konstantego hr. Zamoyskiego, obok drewnianej kapliczki przydrożnej. Pierwotnie składał się z 4 mogił zbiorowych i 10 pojedynczych ustawionych w podkowę. Systematycznie niszczony w czasach PRL, w 1979 stał się placem wybiegowym dla bydła Zakładu Doświadczalnego Akademii Rolniczej w Lublinie. Praktycznie zlikwidowany cmentarz został w 2016 r. oczyszczony staraniem Lubelskiego Urzędu Wojewódzkiego, Austriackiego Czerwonego Krzyża i gminy Niemce. Postawiono nowe, metalowe ogrodzenie oraz tablicę pamiątkową w trzech językach (polskim, niemieckim i rosyjskim), zawierającą też listę zidentyfikowanych poległych wraz z przynależnością pułkową.
Na cmentarzu pochowano poległych 1 sierpnia 1915 żołnierzy:
- 19 austro-węgierskich
  - z 9 Pułku Piechoty Landwehry
  - z 10 Pułku Piechoty Landwehry
  - z 11 Pułku Piechoty Landwehry
  - z 14 Pułku Piechoty Landwehry
  - z 59 Pułku Piechoty Landwehry
- 4-6 rosyjskich